# 第1狂詩曲 (ドビュッシー)
第1狂詩曲 (フランス語：Première Rhapsodie) は、クロード・ドビュッシーが作曲したクラリネットとピアノのための作品、あるいはクラリネットと管弦楽のための協奏的作品。「第1」(Première)と題された意図は不明であり、「第2」(Deuxième) 狂詩曲は作曲されていない。
本項では、同種の機会のために作曲されたクラリネットとピアノのための《小品》(Petite Pièce)についても解説する。

## 概要
ドビュッシーは1909年にガブリエル・フォーレの推薦でパリ音楽院の高等参事会に加わり、卒業試験の審査をすることとなった。そこでドビュッシーは伝統であった試験課題の委嘱を受け、1910年の試験のためにこの作品が（おそらく《小品》も）1909年12月から1910年1月にかけて書かれた。
試験は1910年7月に行われ、これが私的な初演となる。公開初演は、1911年1月16日、当時音楽院のクラリネット科教授だったプロスペル・ミマール(Prosper Mimart)によって独立音楽協会の演奏会において行われている。出版は1910年にデュラン社からされ、ミマールに献呈されている。
また1911年の夏に、数か月を費やしてピアノ伴奏が管弦楽化されている。こちらの初演はドビュッシーの死後の1919年に行われた。
《牧神の午後への前奏曲》などを思わせる抒情と、作曲時期が共通している《前奏曲集》の一部に似た諧謔が交錯する、規模は大きくないが印象的な作品である。クラリネットの「ロマンティックな甘さ」がドビュッシーの個性的な語法の中で生かされており、ドビュッシーはロシアでのこの作品の演奏に触れた書簡の中で「私の書いた作品のなかでも最も愛すべきもの」と述べている。クラリネット奏者にとっての重要なレパートリーとしてよく演奏されるが、演奏は容易ではない。

## 編成
（管弦楽伴奏版）
独奏クラリネット、フルート3、オーボエ2、コーラングレ、クラリネット2、バソン3、ホルン4、トランペット2、トライアングル、シンバル、ハープ2、弦五部

## 構成
変ト長調、4/4拍子。自由な形式。テンポや拍子の変化は多く、調性もやや曖昧な部分を含む。演奏時間は約8分。
伴奏の描き出す靄のかかった情景に続いて、クラリネットが2つのモチーフ、すなわちF-As-Bの三音モチーフと、急速な半音階を奏する。これらが、全曲のいわば核となって変容を繰り返していく。
その過程において、主題と呼べるものは主に3つ存在する。11小節目にピアノの3連符の上で提示される息の長い旋律、21小節目、ニ長調、ポコ・モッソで提示される上下動の多い旋律、108小節目、2/4拍子で現れる、半音階を軽快に下りていく旋律である。これらが繊細なひびきと共に様々な表情を見せる中で、クラリネットと、またドビュッシーがもつ多彩な語法が次々と披歴されていく。

## クラリネットとピアノのための《小品》
クラリネットとピアノのための《小品》(Petite Pièce) は上記の《第1狂詩曲》とおそらく同時に、初見演奏の課題曲として作曲された。出版は1910年。
ト長調/ホ短調。2/4拍子。中庸に、柔らかくリズムを付けて(Modéré et doucement rythmé)。三部形式。
演奏時間は約1分半、わずか38小節の小曲である。16分音符の符点リズムが全体を支配している。